# 후수하강

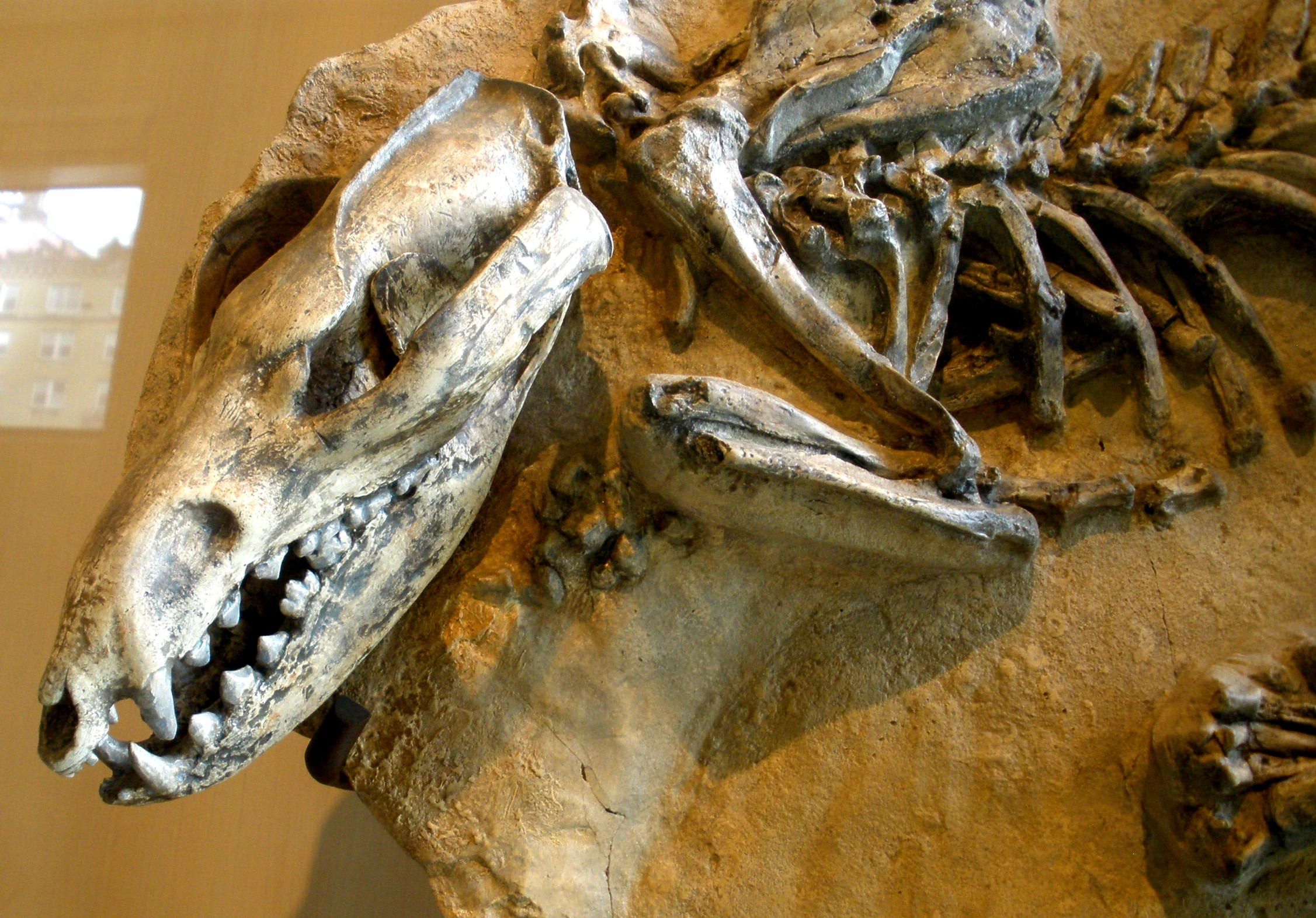

후수하강(後獸下綱, 영어: Metatheria)은 포유류의 한 분류이다. 1880년 토머스 헨리 헉슬리가 처음 제안했다. 유대류(Illiger, 1811)와 거의 비슷한 개념이지만, 후수아강은 유대류의 선조도 포함한다.
후수아강의 생물은 북아메리카의 백악기 전기 지층에서 처음 발견되었다.